# Limfòcit T citotòxic

La presentació d'antigen estimula els limfòcits T perquè esdevinguin limfòcits CD8+ citotòxics o limfòcits CD4 col·laboradors.

Els limfòcits T citotòxics (coneguts també com a limfòcits TC, limfòcits CD8+ o limfòcits citolítics) són un subgrup de limfòcits T (un tipus de leucòcits) que són capaços d'induir la mort de cèl·lules tumorals o cèl·lules somàtiques infectades per virus (o altres patògens), així com les cèl·lules danyades o disfuncionals. La majoria de limfòcits T citotòxics expressen receptors dels limfòcits T (TCR) que poden reconèixer un pèptid antigènic específic unit a molècules d'MHC de classe I, presents a totes les cèl·lules nucleades, i una glicoproteïna anomenada CD8, que és atreta per les porcions no variables de la molècula d'MHC de classe I. L'afinitat entre la CD8 i la molècula d'MHC manté el limfòcit TC i la cèl·lula diana ben a prop durant l'activació antigen-específica. Els limfòcits T CD8+ són reconeguts com a limfòcits TC una vegada han estat activats, i generalment se'ls classifica pel seu rol citotòxic predefinit dins el sistema immunitari.